# Silka
Silka – marka bloczków i cegieł wapienno-piaskowych (silikatowych) produkowanych przez firmę Xella International GmbH.

## Skład i proces produkcji
Cegły i bloczki wapienno-piaskowe silka produkowane są z mieszanki piasku kwarcowego (90%), wapna palonego mielonego (7%) i wody (3%).
Mieszanka zostaje umieszczona w stalowych silosach, gdzie wskutek panujących warunków piasek traci swą krystaliczną strukturę na powierzchni. Następnie mieszanka kierowana jest do pras, które formują ją w cegły i bloki o określonym kształcie i rozmiarach. Po nadaniu odpowiedniego kształtu następuje proces autoklawizacji, gdzie w wyniku działania pary wodnej o temperaturze 200 °C pod ciśnieniem 16 barów dochodzi do ponownej krystalizacji, w trakcie której około 4 do 7% krzemionki łączy się z wapnem, tworząc nierozpuszczalne krzemiany wapna. Po 6 do 8 godzinach hartowania gotowe bloczki opuszczają autoklawy. Otrzymany produkt ma jasną barwę.

## Właściwości
Cegły i bloczki silka produkowane są w klasach o wytrzymałości od 15 do 30 MPa. Ściany z nich wykonane są niepalne, pierwsze zmiany zachodzą dopiero w temperaturze powyżej 600 °C. Podobnie jak inne cegły wapienno-piaskowe mają bardzo niską promieniotwórczość naturalną w porównaniu z innymi materiałami budowlanymi. Są mrozoodporne, a ze względu na wysoką gęstość materiału charakteryzują się dobrą izolacyjnością akustyczną.

## Zastosowanie
Silka nadaje się do murowania ścian konstrukcyjnych, wznoszenia ścianek działowych, a także ścian fundamentowych i piwnicznych (w tym wypadku zalecane jest użycie bloków pełnych). Ściany zewnętrzne budowane z silki wymagają warstwy ocieplającej. Stosowana jest też do licowania elewacji czy budowania ogrodzeń. Można ją łączyć zaprawą tradycyjna, a także klejową.